# Parusía (poema épico)
Parusía es el nombre del poema épico escrito por José Rumazo González en 1985. Es una obra poética en siete tomos, cuya publicación final en 1985 culminó un proceso de desarrollo de casi veinte años (1956-1985). Inicialmente concebida en cuatro partes basadas en dimensiones sonoras, su estructura evolucionó a siete capítulos que exploran la escatología bíblica, describiendo el fin de los tiempos a través de temas filosóficos, bélicos, políticos, económicos y sociales. Escrito en versos endecasílabos, la obra detalla eventos como la batalla de Armagedón, el Juicio Universal y la creación transfigurada, ofreciendo reflexiones profundas sobre la existencia de Dios, la naturaleza humana, la justicia social y el destino final del hombre y el universo.
Contiene cerca de 240.000 versos por lo que es uno de los poemas épicos más largos de la historia: superando (en longitud) al Mahabharata y el Ramayana por Vyasa, la Ilíada y la Odisea de Homero y la Eneida de Virgilio.

## Detalles de la obra

### Historia de la publicación
La obra se empezó a escribir en 1956 tuvo una primera edición en 1976 antes de su publicación en 1985. En su primera edición contaba con cuatro libros y su estructura constaba de 7 partes que corresponden a las dimensiones de una creación fundamentada en los sonidos: La Longitud, La Latitud, La profundidad y Altura, La Esfera, El tiempo en el espacio, El Espacio en el tiempo y La Sinfonía Universal. 
Esta división sería después reinterpretada con el nombre de cada uno de los siete capítulos de la versión final de la obra: El Vértigo del tiempo final, El imperio del abismo, El glorioso advenimiento, El Juicio universal, La visiones de conciencia, El Juicio final y El Juicio y creación transfigurada. La versión final mantendría la estructura pero desarrollaría los hechos a los que corresponde el fin de la historia según la escatología bíblica. El desarrollo de esta obra hasta su publicación final tomó cerca de veinte años, desde 1956 hasta 1985. La edición se haría en la ciudad de Quito bajo la Corporación de Estudios y Publicaciones con el apoyo del Banco Central del Ecuador, un año después de que dejara la presidencia de la Academia Ecuatoriana de la Lengua, institución que presidió por cerca de una década. Para la edición, Rumazo entregaría los manuscritos al padre Juan Larrea Holguín quien leería los siete tomos y proporcionaría retroalimentación. La versión sería terminada el 30 de enero de 1985 y las impresiones se llevarían a cabo el 22 de agosto del mismo año, durante la fiesta de María Reina. Se incluiría en el libro una dedicatoria al Papa Juan Pablo II por su su visita a Ecuador quien bendeciría la Basílica del Voto Nacional como parte de la Consagración del Ecuador al Sagrado Corazón.

### Estilo

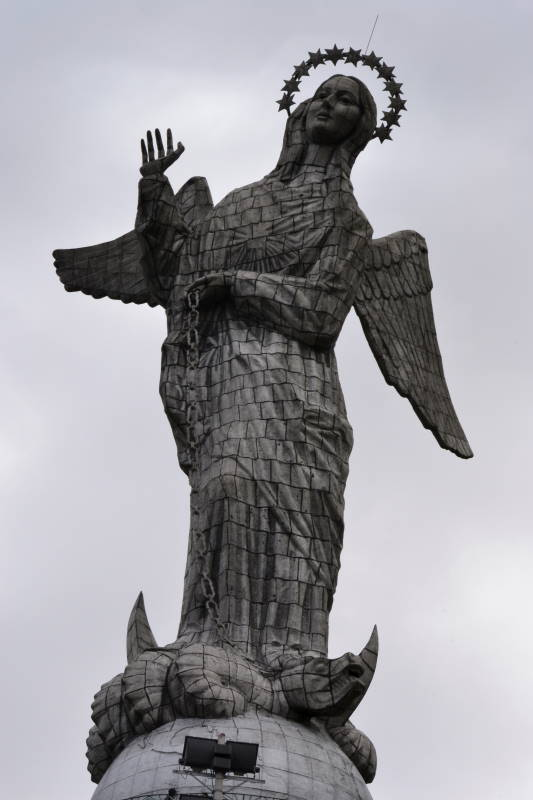
Virgen del Apocalipsis, en el Panecillo

Según la introducción desarrollada por Rumazo González, "Parusía" por su temática del fin de los tiempos, se inscribe dentro de una tradición de grandes poemas teológicos como la Divina Comedia de Dante y el Paraíso Perdido de Milton, aunque con una perspectiva y técnica distintivas. A diferencia de Dante, que realiza un viaje alegórico a través del infierno, purgatorio y paraíso, o de Milton, que se centra en el origen del mal y la caída del hombre, "Parusía" aborda el eschaton, el final de la historia humana y el advenimiento de una nueva creación. En cuanto a las técnicas literarias, el poema se centra en la "visión" y la "creación de realidades" a través de escenas, monólogos y descripciones, donde la imagen colabora con esta visión sin ser el objetivo primordial. La alegoría funciona como una herramienta fundamental para transmitir las elevadas verdades del Apocalipsis, cuyo lenguaje se considera limitado para tales conceptos. La metáfora y otros recursos retóricos se emplean para sugerir, más que para describir detalladamente, la magnitud de los eventos apocalípticos, tanto en el mundo visible como en el espiritual. Aunque se reconoce su pertenencia al género épico por su extensión y tema, sus "cantos" se conciben como "vuelos" o "sondeos" contemplativos, buscando la sencillez, intensidad y claridad por encima de la grandiosidad heroica tradicional.  El poema llamado "Epopeya imposible" por Rumazo no se propone historiar el futuro, sino interpretarlo a través de la exégesis y la significación de los símbolos, imaginando las circunstancias y nexos causales de los acontecimientos finales. Rumazo reconoce la dificultad de organizar una cronología lineal para un texto cuya visión es atemporal y abarca la totalidad del fin del plan divino. La obra se sitúa en una hipótesis de proximidad de los tiempos finales, buscando comprender el crecimiento de la lucha entre el bien y el mal y el destino final del hombre y la historia no como una evolución, sino como un desembocamiento dramático. El objetivo no es ofrecer una exégesis definitiva, sino una humilde aproximación poética a la profunda verdad del Apocalipsis, reconociendo la distancia entre la imaginación humana y la realidad divina.

### Fragmento de la obra
Está escrito en versos endecasílabos y como ejemplo, podemos leer los primeros versos que comienzan la obra en el tomo uno titulado "El vértigo del tiempo final", parte uno "Cuatro imperios del fin":

Sobre el viento de Egipto que subleva

del desierto las dunas, las persigue,
ahuyenta del ocaso a los luceros,
probando a levantar sobre las alas
la tempestad que avanza por las cumbres,
para lanzarla al valle del Megido

donde conversos de Israel habitan.

## Temática

### Filosofía

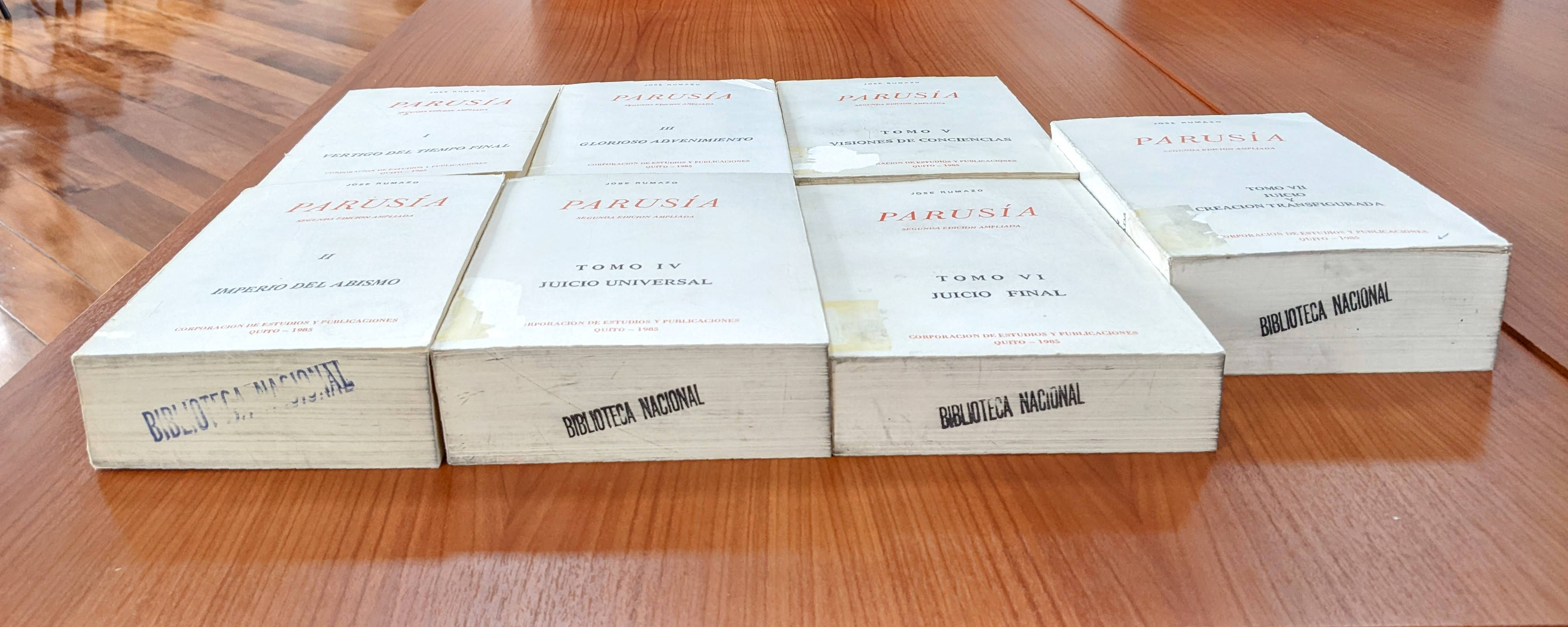
Los siete tomos de Parusía.

La reflexión filosófica permea diversas secciones de "Parusía". En el Libro II, "Imperio del abismo", la sección "Dios y lo creado" se adentra en profundos diálogos y monólogos que exploran la existencia de Dios, el misterio de la creación, la aparente absurdidad del mundo, la intrínseca inexplicabilidad del ser humano, la cuestión de la finitud del universo y la naturaleza de la revelación divina. Además, en el Libro V, "Visiones de conciencia", presenta en su sección "Espacios y tiempo humanos" una meditación sobre el extravío existencial del hombre, el desafío del ateísmo y la constante búsqueda de un sentido trascendente ante lo que a menudo se percibe como absurdo. La sección "El Camino, la Verdad y la Vida" ofrece monólogos introspectivos sobre lo inefable y los símbolos que habitan el alma, junto con reflexiones sobre el significado profundo de la virtud. Avanzando en la obra, el Libro VI, "Juicio final", en su sección "Hacia las alturas", invita a la reflexión sobre el misterio del pensamiento humano, la posible inspiración divina detrás de él y la incesante búsqueda de la sabiduría. Parte de esta reflexión filosófica, que interesó a Rumazo se puede ver en obras anteriores como "El amor soñado en la muerte".

### Ciencia
"Parusía" incorpora elementos relacionados con la ciencia dentro de su narrativa. Habla sobre la Cosmología y Astronomía cuando narra la expansión del universo, la mecánica celeste, y la gravitación en Libro V "Visiones de conciencia". También menciona cometas y lluvia de estrellas en Libro III "Señales antes del juicio"; fuerza atómica en Libro IV "Los falsos redentores ante Cristo"; distancias cósmicas en Libro V "Espacios y tiempo humanos"; nebulosas en Libro II "Batalla Angélica". Respecto a la Biología trata sobre la evolución biológica y origen del hombre juzgados teológicamente en Libro VII "Juicio universal". Sobre Geología y Meteorología narra la existencia de terremotos en Libros II, III, VII; maremotos en Libro III "Señales antes del juicio"; sí como la explicación de las eras geológicas en Libro VI "Hacia las alturas". Una parte importante de las secciones relacionadas al cosmos fueron recogidas en una antología titulada "Sinfonía del Cosmos".

### Geopolítica
La temática de la guerra, que fue tratada de manera literaria por Rumazo en los dramas "Sevilla del oro y La leyenda del cacique dorado" en su dimensión histórica durante la conquista de Ecuador, ahora reaparecen pero a manera de poema y en el futuro. En el Libro I, "Vértigo del tiempo final", la sección "Cuatro imperios del fin" anticipa la épica batalla de Armagedón, un conflicto de proporciones cósmicas que marcará el fin de una era. El Libro II, "Imperio del abismo", en su sección "Muerte y resurrección de los testigos", describe una intensa batalla cósmica que enfrenta a los ángeles y las legiones de demonios, elevando el conflicto a una dimensión celestial. Finalmente, el Libro III, "Glorioso advenimiento", en la sección "Parusía, Harmagedón y juicio de vivos", vuelve a describir la invasión de Gog y sus huestes, culminando en la decisiva batalla de Armagedón, un evento central en la escatología de la obra.

### Política
En el Libro I de "Parusía", titulado "Vértigo del tiempo final", específicamente en la sección "Cuatro imperios del fin" se anticipa el rol de Israel como el Primer Imperio en los eventos escatológicos y se describe un consejo en Babilonia donde los Diez Reyes de Asia firman una alianza con el propósito de invadir Occidente. Además, se menciona una visión profética de los cuatro imperios universales que precederán al fin de los tiempos. En el Libro II, "Imperio del abismo", la sección "Mundo sin Dios" presenta un evento político de gran trascendencia: la toma de la ciudad de Roma y la crucifixión del Papa, simbolizando la culminación de un período de caos y la persecución de la fe. El Libro IV, "Juicio Universal", en su sección "Juicio de Administradores", también aborda la esfera política al analizar el papel del individuo, la familia, la sociedad y el Estado en el orden terrenal. Se discuten los deberes inherentes al Estado.

### Economía
La política económica que formó parte importante en la vida de Rumazo desde su participación en NARE, son ahora abordados de manera completa como parte de lo que considera el "Juicio Universal" a la luz de la doctrina social de la iglesia. En el Libro IV de "Parusía", titulado "Juicio Universal", se abordan de manera significativa los temas económicos. La sección "Bien personal y el bien común" establece un contraste entre los bienes materiales y espirituales, explorando la concepción de la posesión, la prosperidad, la producción y la noción de felicidad terrena. También presenta visiones retrospectivas sobre la pobreza y la riqueza a lo largo de la historia, así como las diversas dimensiones históricas del problema social. Continuando en el mismo Libro IV, la sección "Juicio de Administradores" profundiza en la reflexión sobre la pobreza experimentada por quienes trabajan, el concepto del salario, la propiedad privada, el capital y el trabajo en sí mismos, así como las asociaciones laborales y las leyes sociales que los regulan. Finalmente, la sección "Los falsos redentores ante Cristo", también dentro del Libro IV, trata temas como el salario justo, la problemática de la desocupación, la necesidad de reformar las instituciones económicas y sociales, la búsqueda de la restauración social, la insaciable sed de riquezas y la imperiosa necesidad de cristianizar la vida económica. En esta parte, se analiza la "ciencia de poseer bienes" y se denuncia el escándalo que representa la desigualdad económica.

## Resumen de los siete libros

### Libro I: Vértigo del tiempo final

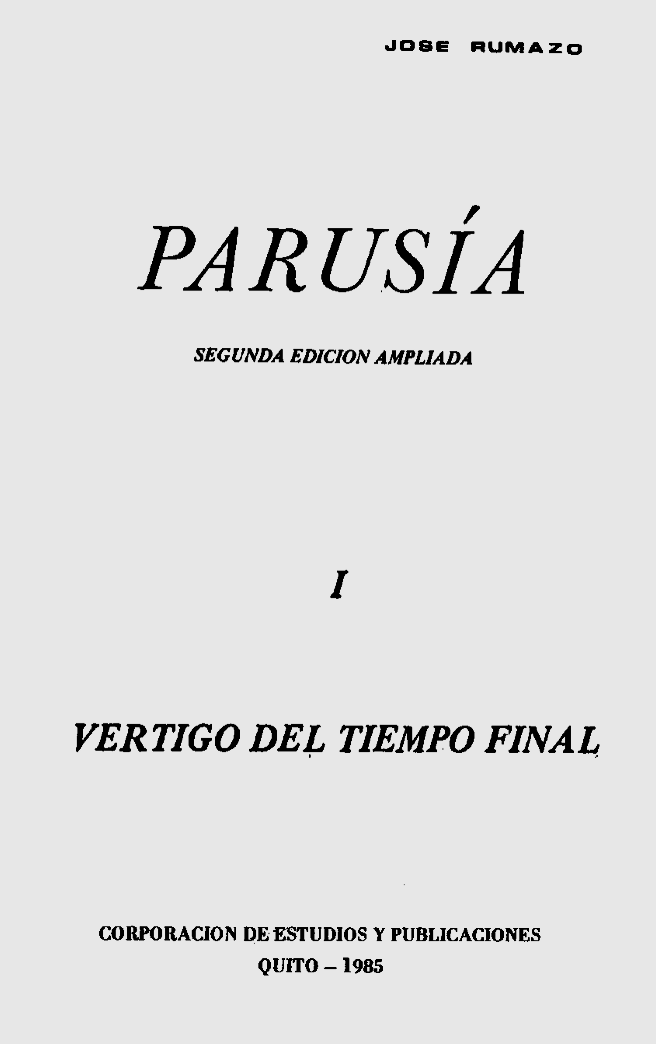
Parusía libro 1 "Vértigo del tiempo final"

El libro I de Parusía titulado "Vértigo del tiempo final" presenta la dedicación inicial al Papa Juan Pablo II a quien describe como "Pastor supremo de la Iglesia santa" y a su país "al Ecuador donde hemisferios se unen, la primera nación que consagrada fue de Jesus al Corazon Divino" y describe su obra como una "aproximación lejana, humilde, hacia el misterio del fin del tiempo". El libro se subdivide a su vez en cuatro partes: Cuatro imperios del fin, Los dos testigos, El caballo blanco y su jinete, y Los pozos del Abismo.
La primera parte, "Cuatro imperios del fin", introduce a Satanás en su búsqueda del Anticristo, Samael. Tras encontrarlo en Egipto, dialogan sobre la situación mundial y planean su dominio. Se menciona el "pacto" entre ellos. Juntos vuelan sobre el Armagedón, anticipando el papel de Israel como el Primer Imperio. Se describe la conversión de los judíos y la persecución previa, así como el plan de exterminio de los cristianos. Lucifer ofrece el reino del mundo a Samael, pero la intervención del Arcángel Miguel lo arroja al Mar Muerto, provocando su huida. Después, en "Los dos testigos", Rumazo se centra en la aparición y el testimonio de Elías y Enoc. Primero, Satanás intenta tentar a Benjamín, un rabino judío converso, sin éxito. Luego, el Arcángel Miguel encuentra a Lucifer con Belcebú cerca del lugar donde se ahorcó Judas. Benjamín reflexiona sobre el sentido de la vida y presencia el carro de fuego de Elías y la llegada de Enoc. Ambos Testigos se manifiestan a Benjamín, recorren Jerusalén y participan en una misa. Elías hace llover y ambos desaparecen. En la tercera parte, titulada "El caballo blanco y su jinete", Rumazo describe el regreso de Satanás para influir en Samael, hablándole del Segundo Imperio que liberará a los hombres de la tecnología, las naciones y las leyes. Samael reflexiona sobre el Tercer Imperio, Occidente. Lucifer reaparece con su corte en Babilonia, donde se celebra un consejo de los Diez Reyes de Asia. Samael les dirige un discurso, y firman una alianza para invadir Occidente. Se menciona la visión de los cuatro imperios universales del fin. Por último en "Los del pozo del abismo", Rumazo explora el Infierno y las maquinaciones de los demonios. Satanás y Belcebú viajan al Abismo, recordando la caída de los ángeles y la tentación del hombre. Benjamín escucha la voz de un ángel. Se describe la rivalidad entre Belcebú y Satanás, los tormentos en el Infierno y la incapacidad de Lucifer para exponer sus planes. Moloc y Leviatán hablan. Finalmente, Satanás regresa a la tierra y se reúne con Samael, planeando su dominio mundial. El arcángel Uriel confronta a Lucifer y lo arroja al Abismo, liberando a las legiones de demonios que ascienden a la tierra transformados en langostas.

### Libro II: Imperio del abismo

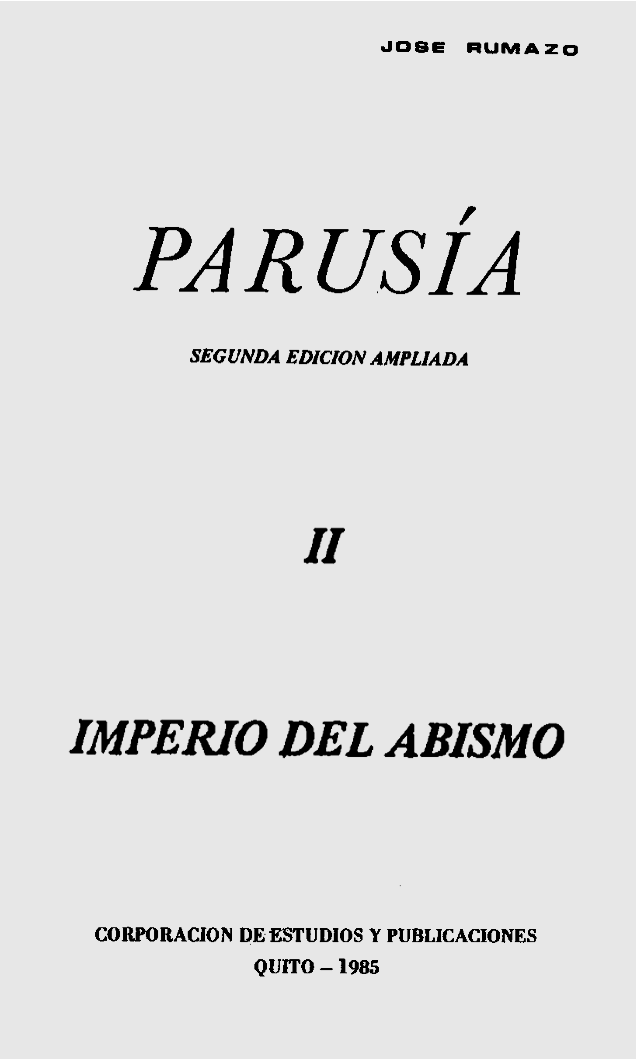
Parusía libro 2 "Imperio del abismo"

En el segundo libro titulado "Imperio del abismo", empieza Rumazo describiendo el "Mundo sin Dios" enfocándose en la perturbación del tiempo y la inminente invasión de demonios en forma de langostas, según la visión de Benjamín. Elías habla en Roma sobre el Reino de Dios y la derrota de los poderes contrarios. Se describe la caída de las langostas, el tormento de cinco meses para los impíos, la protección de los sellados y la predicación de los Testigos en medio del sufrimiento. Moisés aparece para proteger al Israel de Dios al final de este período. La invasión desde Oriente trae vendaval y tormentos, culminando con la toma de Roma y la crucifixión del Papa. Enoc y Elías presencian su muerte y desaparecen. Benjamín reflexiona sobre la tierra sometida a la Bestia y el libro devorado por San Juan. Continua con la publicación con la sección "Dios y lo creado" donde presenta diálogos y monólogos sobre la existencia de Dios y la creación. Un filósofo y otros heridos debaten sobre el absurdo del mundo y la inexplicabilidad del hombre, explorando la creación del universo y las ideas divinas de un Dios trino. Continúan la discusión sobre la finitud del mundo y los signos misteriosos del futuro. La escena se traslada a una barca de náufragos donde se debate la existencia de Dios, la revelación divina y la violencia imperante. Un "orante" o "místico" reflexiona sobre el mar, el conocimiento de Dios, el amor y el ateísmo. Finalmente, la barca encalla en una isla, presagiando una hecatombe. Después prosigue con la sección "Muerte y resurrección de los testigos", donde describe como los náufragos desembarcan y el orante reflexiona sobre la Revelación y la pérdida de Dios. Son apresados y condenados a muerte, sufriendo tormentos. El Anticristo llega y cuatro mil cristianos son arrojados a un lago de petróleo llamado "Infierno". Enoc y Elías terminan su testimonio y son acusados de tramar la huida de la Iglesia al desierto. Son apresados y crucificados por Samael. La multitud contempla sus cadáveres con regocijo satánico. La Iglesia huye al desierto, llegando al Sinaí. Benjamín tiene visiones de la abominación desoladora y Pedro de la tribulación suprema. Finalmente, Enoc y Elías resucitan, provocando un terremoto y el segundo ay. Las legiones demoníacas ascienden al cielo, perseguidas por los ángeles en una batalla cósmica. Por último Rumazo narra la "Batalla Angélica" donde describe la batalla entre los ángeles y los demonios en las galaxias. Lucifer y Leviatán dialogan sobre la imposibilidad de la aniquilación demoníaca. Los demonios atacan las constelaciones, pero son destrozados por los ángeles liderados por Miguel. Satanás desafía a las milicias celestiales, pero es perseguido por un enjambre de fuego. Los demonios se transforman en nebulosa y vuelan hacia el centro de las esferas cósmicas. Se enfrentan nuevamente a los ángeles, pero son derrotados y caen hacia la Tierra. Un diálogo entre un monje y Benjamín reflexiona sobre la batalla y el cumplimiento de la profecía de la Mujer vestida de sol perseguida por el Dragón.

### Libro III: Glorioso advenimiento

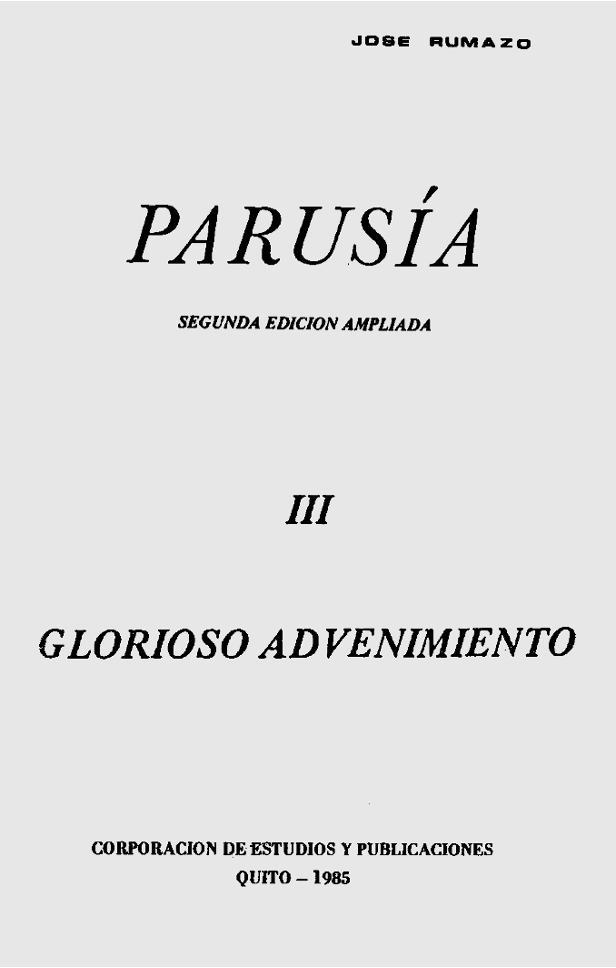
Parusía libro 3 "Glorioso advenimiento"

En la primera sección, titulada "Señales antes del juicio", Rumazo describe los eventos que preceden al Juicio Final. Tras el incendio de Babilonia la Grande, un terremoto mundial marca la séptima patera de la ira divina. Aparece el profeta Daniel resucitado, y se celebra la última Navidad. La invasión de Gog y sus huestes a las afueras de Roma es proclamada por Samael. Uriel anuncia la invasión, que trae peste, lluvia torrencial, granizo, fuego y azufre, dejando un campo de muertos. Cristianos dialogan en este campo sobre la unión de los bienaventurados en el cielo y la posesión beatífica de Dios. Cometas, lluvia de estrellas y maremotos causan angustia y la caída de ciudades. La última noche del mundo en Jerusalén ve al Papa celebrar tres misas consecutivas, meditando sobre la Iglesia, la Eucaristía y el cielo. Suenan las trompetas del Juicio, causando conmoción, muerte y silencio solemne. Por otra parte en "Extinción del purgatorio" presenta una visión del Purgatorio. Se describe su ubicación entre soles y anillos orbitales. Con el primer toque de la trompeta del Juicio, el fuego expiatorio se traslada hacia el centro de la Creación, mientras las almas del Limbo permanecen en la Tierra. Un diálogo aborda la purificación como satisfacción y la unión de vivos y muertos. Con el segundo toque, las almas anhelan subir al cielo. En el sol cercano al trono, reflexionan sobre la imperfección humana y la voluntad divina. Finalmente, con el tercer toque, las almas del Purgatorio ascienden al cielo, y aparece el signo de la cruz. Además, en la tercera sección "Parusía, Harmagedón y juicio de vivos" Rumazo muestra cómo la aparición del signo de la cruz genera expectación entre los vivos. Se describe Harmagedón, un diluvio universal y un terremoto.  Los vivos son transportados al hemisferio de Josafat, y toda vida animal y vegetal perece. Los ángeles custodios convocan a las aves del cielo. El fuego del Infierno desciende del sol y el del Purgatorio se sitúa en el polo opuesto. Cristo aparece en gloria y majestad para los vivos (Parusía). El Anticristo y el Falso Profeta son apresados y arrojados vivos al Infierno. Suena la séptima trompeta. Por último en "Resurección y juicio universal", Rumazo narra como el Señor se transfigura. Las almas de los justos descienden a la Tierra con sus ángeles. Un terremoto hace que la tierra devuelva los despojos, y los huesos se forman. La resurrección ocurre por generaciones y de diversos modos, transformando la faz de la Tierra. La Tierra se renueva. Hombres, ángeles y demonios presencian la resurrección. Un terremoto allana la Tierra, dividiéndola en dos hemisferios. Se reflexiona sobre el origen divino del hombre, la imagen de Dios, el pecado original y la Redención. Voces silenciosas meditan sobre el hombre y la tierra, el trabajo y la oración, la conciencia y la Providencia. Se examina la naturaleza del hombre como criatura de alma y cuerpo, la libertad, la voluntad, el pecado y la inmortalidad.

### Libro IV: Juicio universal

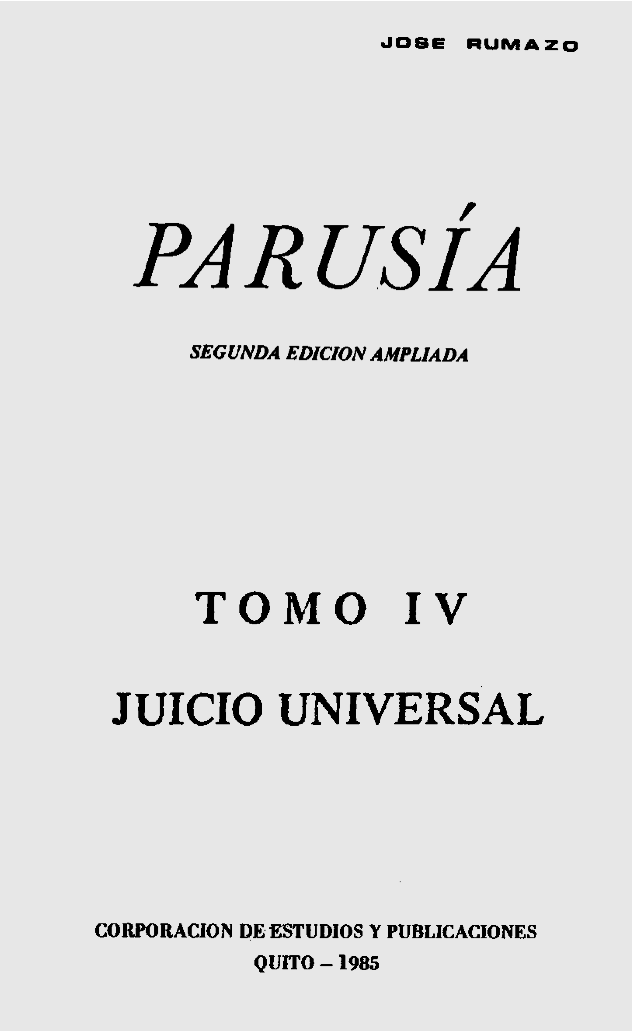
Parusía libro 4 "Juicio Universal"

A partir del libro cuarto, la estructura cambia de cuatro secciones a tres. En la primera de "Juicio universal" Rumazo narra el "Bien personal y el bien común" donde describe el panorama del Juicio Universal a través de monólogos sucesivos. Se contrastan los bienes materiales y espirituales, con el hombre como administrador. Se explora el sentido de la posesión, la prosperidad, la producción y la felicidad terrena, resaltando "la única cosa necesaria" y la actividad completa centrada en Dios. Se presentan visiones de las dos riquezas en cada alma y la parábola de Lázaro y el rico epulón. Se enfatiza la caridad, el desprendimiento y la figura del hombre de Dios. Por otra parte en el "Juicio de Administradores" Rumazo se centra en el juicio de aquellos que administraron bienes materiales y espirituales.  Se reflexiona sobre la pobreza que trabaja, la renuncia voluntaria y la fugacidad de la vida. El Ángel de la Guarda del Papa León XIII repite sus enseñanzas sobre la riqueza, el obrero, el salario, la propiedad privada y las falsas doctrinas. Se contrasta al hombre con el animal y se analiza el sentido del capital y el trabajo, así como el papel del individuo, la familia, la sociedad y el Estado. El Ángel vuelve a hablar sobre el socialismo, la condición humana, las clases sociales y el fin para el cual fue creado el hombre, resaltando la importancia de la limosna y la unión fraterna. Monólogos exploran el sentido de la fuerza del trabajo, el salario, la propiedad privada, las asociaciones y las leyes sociales. Se distingue entre el bien personal y el bien social, con enseñanzas de Pío XI sobre la desigualdad, el poder civil, la ley moral y la propiedad. Por último Rumazo narra "Los falsos redentores ante Cristo" donde presenta el juicio de aquellos que ofrecieron falsas redenciones. Se aborda la codicia como raíz de males, el ateísmo y la confianza en el poder de Dios. Se describe la falsa redención del comunismo ateo, el materialismo y la pérdida de libertad. El Papa Pío XI advierte sobre las seducciones y crueldades del comunismo, contrastando al hombre como ser personal con el orden social. Se reflexiona sobre el organismo social, la pobreza de espíritu y las nuevas tácticas del comunismo.  En esta sección además analiza la fuerza interior atómica y la pequeñez del hombre ante el cosmos, contrastando la armonía universal con la ambición y la codicia humanas.  Se analiza la "ciencia de poseer bienes" y las deformaciones de la persona humana causadas por ideologías materialistas. Finalmente, se exploran los "piélagos en las conciencias", las angustias de la vida, el espíritu de pobreza y el escándalo de la desigualdad, resaltando la presencia de Cristo entre los hombres y la necesidad del amor al prójimo.

### Libro V: Visiones de conciencia

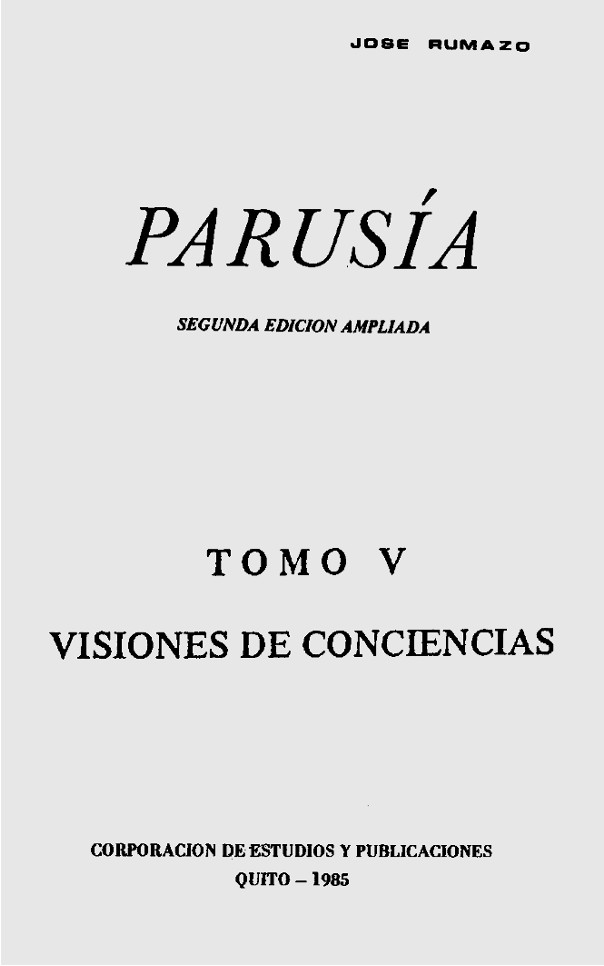
Parusía libro 5 "Visiones de conciencias"

En el quinto libro "Visiones de conciencia" Rumazo González narra en la primera sección los "Espacios y tiempo humanos" donde explora la relación del hombre con el cosmos y el tiempo desde la perspectiva del Juicio. Se reflexiona sobre la mecánica celeste, la expansión del universo y el lugar del hombre entre las estrellas, así como el significado de los bienes terrenales y la justicia social. Un monólogo sobre la eternidad contrasta el tiempo con lo eterno y la vida terrena con el Purgatorio e Infierno. Los pensamientos de un cosmonauta perdido en el espacio ilustran el extravío humano. Se medita sobre la gravitación como atracción hacia Dios y el sentido del trabajo en la creación. Un "sentido desesperado de la vida" aborda el ateísmo y la búsqueda de sentido ante lo absurdo. Se contrapone la "vida ofrecida a Dios" basada en el amor y el apostolado con los "laberintos del hombre en el trabajo" y sus dilemas económicos y sociales. Finalmente, se explora el "trato con Dios y negarse a sí mismo" en el espacio inmóvil, la oración, el sacrificio y la mortificación. Además, en la sección "El Camino, la Verdad y la Vida" se centra en la figura de Cristo como guía. Se presentan monólogos sobre lo inefable y los símbolos del alma. Se describe a Cristo como el camino, la verdad y la vida, contrastando a Adán con Jesucristo y a Eva con la Virgen María. Se enfatiza la necesidad de la penitencia, la mortificación y la purificación para "perder la vida por la Vida". "Voces entrecortadas y espejismos" abordan la imagen del hombre como reflejo de Dios y las consecuencias de los actos humanos, advirtiendo contra los engaños y la indigencia espiritual. Se reflexiona sobre el sentido de la virtud y el milagro de Jesús calmando la tempestad como metáfora del poder divino. Se exploran las "siete dimensiones" y la entrega a la voluntad de Dios, así como las cuatro tentaciones y sus remedios. La Transfiguración de Cristo se presenta como visión de la gloria divina y anticipo del cielo. Se establece un paralelismo entre el universo y el hombre como microcosmos. Finalmente, se ofrecen "consejos de sabiduría" sobre la pobreza, la caridad, el trabajo y la humildad. Por último en la sección titulada "La gravitación hacia el creador" Rumazo explora las fuerzas que atraen al hombre hacia Dios. Se reflexiona sobre la ira y la envidia, contrastándolas con la caridad, la humildad y la paciencia, y analizando su presencia en las Escrituras. Se describe una "nueva tierra" iluminada por Cristo como luz, verdad y amor. La fugacidad de todo lo terrenal se contrasta con la eternidad de Dios, presentando al hombre como corazón del cosmos llamado a la alabanza. Finalmente, se analiza la vanidad del deseo de alabanzas y la importancia de la intención y la humildad, concluyendo con la reflexión sobre la fugacidad de la vida y la verdad eterna en Cristo.

### Libro VI: Juicio final

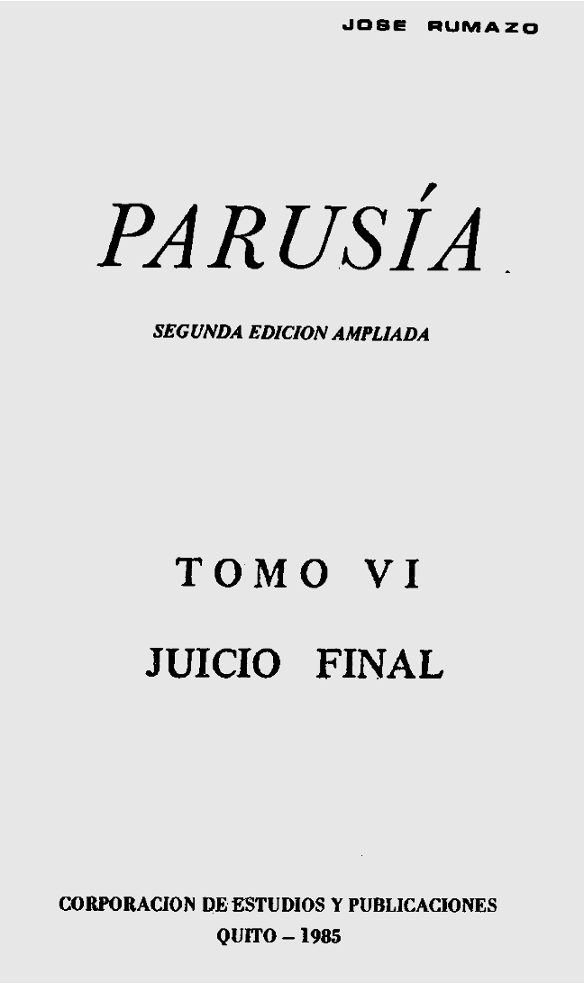
Parusía libro 6 "Juicio final"

En su narración sobre "Juicio final", en la sección "Hacia las alturas" Rumazo explora las vanidades y el vacío del mundo desde la perspectiva del Juicio Final. Monólogos internos revelan desatinos e insatisfacción ante placeres y logros terrenales. Se contrasta la vida divina con la fugacidad de lo material, resaltando la insustituible naturaleza de lo infinito y el vacío en el alma sin Dios. Se reflexiona sobre la Providencia a través de las eras geológicas y la historia humana, destacando la importancia de la dirección espiritual y el apostolado. Una "voz confidente" explora sueños y la búsqueda de la verdad, culminando en la reflexión sobre la Asunción de María como modelo de conducta. Se profundiza en el misterio del pensamiento, la inspiración divina y la búsqueda de la sabiduría. "Divagaciones apremiantes" contrastan la desolación con la oración, la acción y la lucha espiritual del cristiano. Finalmente, se describe la Ascensión de Cristo y la vida de la gracia, culminando en la contemplación de Dios y su creación, la fugacidad de las criaturas y la Cena del Señor. Por otra parte, en la segunda sección titulada "La manifestación" Rumazo se centra en la manifestación de lo divino en el mundo. Se explora el significado de la Navidad como la primera y segunda venida de Cristo, la Encarnación, la Eucaristía y la restauración de la excelencia humana. La Epifanía revela la bondad del Creador y la obligación de hacer el bien, destacando la humildad divina y el significado de los dones de los Magos. Se conecta la Navidad y la Epifanía con la adopción divina y la dignidad de la pobreza. Se profundiza en el amor de Dios como esencia divina manifestada en la Trinidad y la Encarnación, resaltando la importancia de la fe, la caridad y la vida espiritual. La Pasión de Jesús se presenta como el camino a la vida, desde su condena hasta su crucifixión y sepultura. Se medita sobre el sacrificio voluntario de Cristo, su obediencia y la presencia de María al pie de la cruz. Las Siete Palabras de Jesús en la cruz se analizan en su profundo significado espiritual. Finalmente, se contemplan las Siete Estaciones de la Pasión como camino de redención. Por último en la sección titulada "Hacia la nueva vida" Rumazo describe el triunfo de Cristo y el camino hacia la vida eterna. La Resurrección se presenta como victoria sobre el pecado y la muerte, marcando el tiempo pascual y el cumplimiento de las profecías. Se explora la relación entre la razón y la fe, la gracia divina y los arcanos espirituales, destacando la importancia de la infancia espiritual y el triunfo de la fe sobre el mundo. El corazón de Cristo se presenta como fuente de amor y misericordia. Finalmente, se analiza la carnalidad como obstáculo en el camino hacia Dios y la importancia de la pureza. Las Bienaventuranzas se ofrecen como guía hacia la verdadera felicidad y la posesión de las riquezas del cielo.

### Libro VII: Juicio y la creación transfigurada

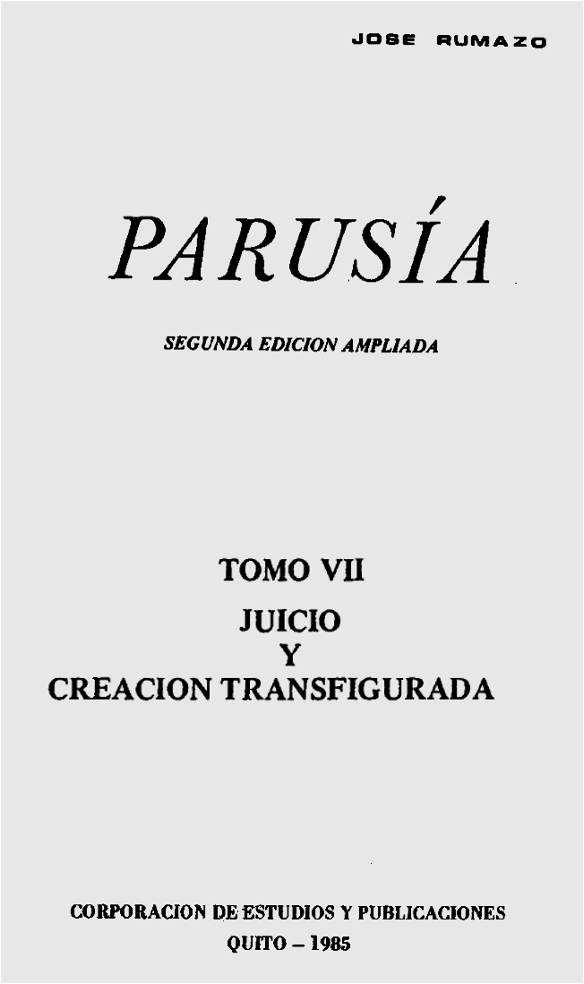
Parusía libro 7 "Juicio y creación transfigurada"

En el séptimo libro "Juicio y la creación transfigurada" Rumazo empieza la sección "Juicio universal" describiendo cómo el fuego parusial invade el cosmos, provocando una conflagración en los astros. La humanidad contempla este incendio mientras un ángel reflexiona sobre la creación original, el orden cósmico y la creación de nuevos cielos y una nueva tierra, juzgando teorías cósmicas como la evolución biológica y el materialismo. Monólogos de conciencias continúan esta reflexión, abordando la espacialidad de la materia, la inespacialidad de Dios. Se medita sobre los ángeles, la posibilidad de mundos habitados y los cuerpos resucitados. Se extingue el fuego parusial y una voz angelical habla de la presencia permanente de Dios en la naturaleza y el origen del hombre, contrastando con teorías evolutivas. El fuego parusial reaparece, provocando cataclismos cósmicos mientras voces reflexionan sobre la luz, el movimiento y la evolución. El cosmos se presenta ante el Juicio Universal, con visiones del incendio purificador y la segunda creación. Finalmente, se presenta a Cristo como Redentor y Juez, explorando la unión hipostática y su vida terrena. En la segunda sección "Humanidad y mundos ante el padre" Rumazo describe la consumación del Juicio y la nueva creación. Se rompe el silencio con la sentencia divina. Los justos ascienden, los réprobos son arrojados al infierno y la tierra es purificada por el fuego. El cosmos estrellado se llena de beatíficos mientras la Tierra se convierte en el centro. Cristo entrega la humanidad y el cosmos renovados al Padre. Adán, Juan el Bautista y otros bienaventurados hablan sobre el Redentor y el Reino de Dios. La tierra se divide en tres continentes para la nueva creación. Voces apostólicas celebran la victoria de Cristo sobre el pecado, el dolor, la muerte y el demonio. El último pontífice reflexiona sobre el sacrificio, la resurrección y la ascensión de Cristo, mientras San Pedro habla del Espíritu Santo. Un santo que fue pordiosero proclama a Cristo Rey y la universalidad de la redención, celebrando la coronación de María. El Arcángel Gabriel y otros santos glorifican a la Virgen. Por último su obra termina con la sección "Transfiguración del hombre y del cosmos" donde describe la plenitud del cielo y la transfiguración final. Se reflexiona sobre la creación y la visión beatífica. Se describe la nueva humanidad en la plenitud individual y comunitaria, el cuerpo glorificado y la ciudad celestial. La vida y la alegría llenan esta ciudad, donde los bienaventurados alcanzan la plenitud. Cristo se presenta como destino de la creación, transfigurando todo el cosmos en una abundancia de gloria. Se explora la gama infinita de colores como símbolo trinitario y a Cristo como centro de la creación. El Espíritu Santo impregna el universo con aroma y música.

## Reconocimiento y recepción
La primera edición fue cambiada en gran manera por lo que difiere de la segunda que se publicaría en 1974 y que consta de cuatrocientos ejemplares impresos por la Corporación de Estudios y Publicaciones. En ese entonces estaba dirigida por Juan Larrea Holguín. Posteriormente se haría una tercera edición en 1985 que igualmente tendría acogida y se publicaría el mismo año que se llevaría a cabo la visita del Papa Juan Pablo II a Ecuador, donde también se bendeciría la Basílica del Voto Nacional para su inauguración oficial. Posteriormente sería reconocido José Rumazo con el Premio Eugenio Espejo en 1987 por sus "méritos literarios". Sin embargo, a pesar de su reconocimiento, su obra no fue incorporada inmediatamente en la crítica literaria de su país: por ejemplo en la revista "Letras" de la Casa de la Cultura se refieren a la obra de la siguiente manera:

En esta década Rumazo impertérrito y constante hace pasar su "Parusia" de cuatro tomos, ochocientas páginas y miles de endecasílabos cada uno, a siete. Esta versión de siete tomos —pensamos que definitiva ya— aparece en 1985. Si se aplicase al estudio de esta descomunal epopeya tradicional de tema apocalíptico y contenido religioso, a menudo de discursiva frialdad, alguna manera de critica de la recepción, acaso diéramos con la comprobación más desconcertante y, por supuesto, desoladora: este libro no ha tenido recepción. Y ello parece explicable: ¿Puede una obra así leerse en un tiempo acelerado, confuso, secularizado en su sentimiento religioso y caprichoso en sus gustos, como el nuestro?
Hernán Rodríguez Castelo - La lírica en la década 1979 - 1989

El mismo autor del artículo, el reconocido crítico literario, Hernán Rodríguez Castelo confesó al biógrafo Rodolfo Perez Pimentel acerca de sus opiniones sobre Parusía y cómo solamente a través del tiempo será finalmente ponderada:

La valoración definitiva solo la dará con el paso de los años la crítica futura porque Parusía es una epopeya formal de tema audaz, con respuestas a las grandes incógnitas que plantean los novísimos cristianos.
Rodolfo Pérez Pimentel - Diccionario Biográfico del Ecuador

Con motivo de la publicación de "Parusía", el arzobispo de Cuenca, Luis Alberto Luna Tobar se expresaría de la siguiente manera  frente a la Academia Ecuatoriana de la Lengua sobre Rumazo González:

Los estudiosos de la capacidad literaria ecuatoriana, no podrán señalar hasta lo presente autor alguno que haya publicado en nuestro medio una obra de tanta envergadura poética, filosófica y teológica, como "Parusía", que entrega hoy a la Academia Ecuatoriana de la Lengua, en los siete volúmenes de su segunda edición ampliada, su expresidente, Don José Rumazo González. Casi doscientos cincuenta mil versos, entretejidos por la más honda pasión cristiana y con fuertes raíces literarias y bíblicas, podrían anonadar al que se consagre a leerlos con afán crítico; deberían acobardar al hombre hecho a devorar los anuncios trágicos de la voluminosa comunicación diaria; podrían cortar el vuelo a muchos teólogos fecundos, empeñados en hacer teología entre sus espacios de sombra larga y fortuitas luces; tendrían que reducir el aliento de ciertos filósofos y de muchos técnicos que no hallan otras dimensiones que las extensas que median entre sus estremecimientos existencialistas y un entendimiento lateral de ciertos temas.
Presentación de Parusía, Luis Alberto Luna Tobar O.C.D.